# Wjatscheslaw Pawlowitsch Dawydow

Wjatscheslaw Dawydow (2008)

Wjatscheslaw Pawlowitsch Dawydow (russisch Вячеслав Павлович Давыдов; * 24. Oktober 1950 in Leningrad) ist ein russischer Künstler.

## Biographie
Er studierte an der Muchin-Kunsthochschule (heute Sankt-Petersburger Staatliche Akademie für Gewerbekunst) Design und Grafik. Seine Bilder befinden sich unter anderem in der Sammlung des Russischen Museums in Petersburg, im Museum der Königlich Dänischen Kunstakademie sowie in der Sammlung der ehemaligen Muchin-Kunsthochschule.
Seit 1998 lebt und arbeitet Dawydow in Deutschland. Seit 2001 ist er Mitglied des Bundesverbandes Bildender Künstlerinnen und Künstler.
Seit 2001 ist er Dozent an der VHS Wetteraukreis.

## Ausstellungen (Auswahl)
- 1976 St. Petersburg - erste Plakatausstellung
- 1978 Allunions-Ausstellung russischer Künstler in Moskau
- 1979–1997 regelmäßige Teilnahme an den jährlichen Ausstellungen des russischen Künstlerverbandes in Sankt-Petersburg und Moskau
- 1980 Ausstellung der Nachwuchskünstler Russlands, Moskau
- 1981 Ausstellung der besten Künstler der Sowjetunion
- 1982 Ausstellung von Theaterplakaten, Sankt-Petersburg
- 1998 Einzelausstellung im israelischen Kulturzentrum, Sankt-Petersburg
- 2000 "Retrospektive Träume", Club Voltaire, Frankfurt am Main
- 2001 Einzelausstellung, Rathaus Offenbach am Main
- 2002 Frankfurt/M., Messegelände, Achema
- 2003 - Antwerpen - Kunstevent.
- 2004 Einzelausstellung, Kerkhoff-Klinik, Bad Nauheim
- 2005 Ausstellung der Künstler der BBK Frankfurt auf dem Museumsuferfest, Frankfurt am Main
- 2007 Einzelausstellung, Galerie im Friedberger Kreishaus
- 2010 Friedberg, Galeria Wetterau Kreis
- 2011 Darmstadt, Kunstmesse
- 2014 - Sprudel Hof, Bad Nauheim, “Zeitgleich – Zeitzeichnen 2014”
- 2017 Frankfurt am Main, Judische Gemeinde – Altenzentrum.
- 2019 Frankfurt am Main, “Zeitgleich – Zeitzeichnen 2019”